# Lugar de Importancia Comunitaria

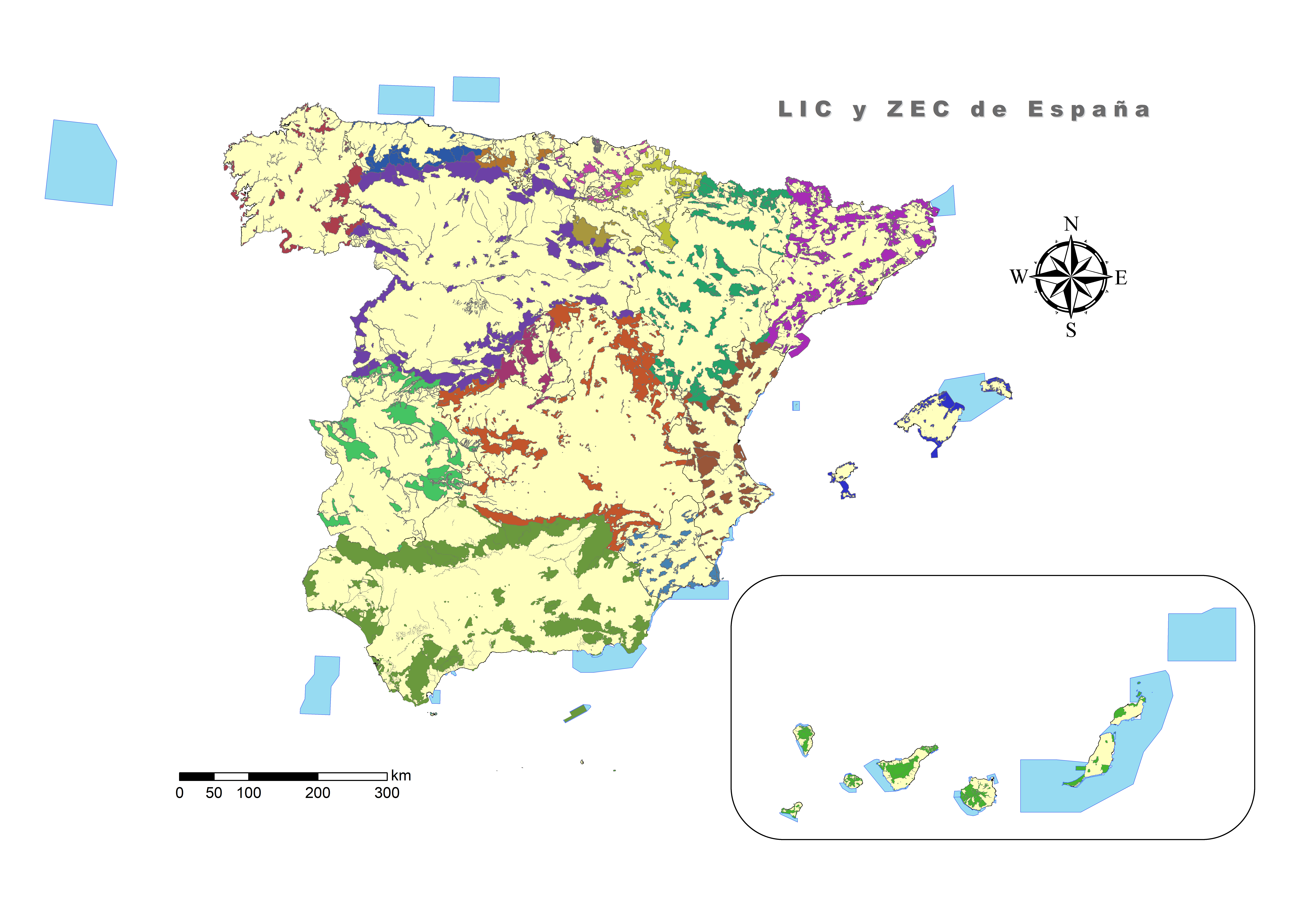
LIC y ZEC de España (2018)

Los Lugares de Importancia Comunitaria (LIC) son zonas de la Unión Europea designadas de especial interés general por su potencial contribución a restaurar el hábitat natural, incluidos los ecosistemas y la biodiversidad de la fauna y flora silvestres. Emanan de la Directiva 92/43 CEE del Consejo.
Son una figura de protección temporal que pasarán a convertirse en zonas especiales de conservación (ZEC), integradas en la Red Natura 2000, donde también se encuentran las zonas de especial protección para las aves (ZEPA), que en muchas ocasiones se solapan territorialmente con las ZEC. 
Los LIC y zonas de conservación son gestionadas en conjunto por los Estados miembros y la Dirección General de Medio Ambiente de la Comisión.